# Dromius angustus
Dromius angustus es una especie de escarabajo de la familia Carabidae.

## Distribución geográfica
Se distribuye por el paleártico: Europa, Macaronesia, norte de África y Oriente Próximo.